# Roy McFarland
Roy Leslie McFarland, född 5 april 1948 i Liverpool, England. Engelsk fotbollsspelare och landslagsman för England vid 28 tillfällen. Försvarsspelare. McFarland började sin fotbollskarriär i Tranmere Rovers för att sedan 1967 bli Brian Cloughs andra värvning i Derby County, köpt för 24 000 pund, och där han med sin mittbacksposition utgjorde en av hörnstenarna i Cloughs mästerskapsbygge säsongen 1971/1972. Clough hade fått upp ögonen för den talangfulle försvarsspelaren under sina år som manager i Hartlepool.
McFarland hjälpte the Rams till två ligaguld, det andra under Dave Mackay 1975, och spelade till sig en ordinarie landslagsplats för det engelska landslaget i och med sin debut i februari 1971 mot Malta. Landslagskarriären fick dock ett hastigt och abrupt slut i och med en skada på akilleshälen i en match mot Nordirland på Wembley Stadium i maj 1974, en skada som det tog McFarland nästan ett år att komma tillbaka från. McFarland representerade Derby County i nästan 500 matcher som spelare och gjorde 48 mål. Hans styrka låg i hans jämnhet och hans väl utvecklade spelskicklighet. McFarland rankas av många som en av Englands allra bästa försvarsspelare under 1900-talet.
Efter spelarkarriären har McFarland inlett en karriär som manager och har till dags dato hunnit avverka ett antal klubbar. Den senaste är Chesterfield som han emellertid lämnade 12 mars 2007 efter att förgäves försökt rädda klubben från degradering i League One.